# Pcháč zelinný
Pcháč zelinný (Cirsium oleraceum) je statná, vytrvalá, vlhkomilná rostlina dosahující výšky až 150 cm.

## Rozšíření
Je to druh vyskytující se převážně v Evropě, roste od Francie na západě přes jižní Skandinávii a sever Itálie až po Ural v Ruské federaci. Rád osidluje vlhké, humózní, na živiny bohaté půdy. Je spolehlivým ukazatelem kyselých, zamokřených míst. Může spolehlivě růst i v polostínu.
V České republice je hodně rozšířeným druhem, nejvíce vyrůstá na mokrých a zaplavovaných loukách, mokřadech, prameništích, v lužních lesích a na březích rybníků a vodních toků. Méně se vyskytuje pouze v suchých oblastech jižní Moravy, jeho hlavní výskyt je v mezofytiku.

## Popis
Je to vytrvalá rostlina, její 60 až 150 cm (mimořádně i 170 cm) vysoká žlutozelená dutá lodyha vyrůstá z válcovitého, horizontálně rostoucího oddenku s mnoha přídržnými kořínky. Lodyha je přímá, jednoduchá, rozvětvuje se až ve vrcholové části, někdy bývá porostlá jemnými chlupy. Měkké a jemně osténkaté střídavé listy obrůstají lodyhu v celé délce. Jsou z obou stran světle zelené, na rubu mají žilnatinu. Přízemní listy vytvářející růžici jsou krátce řapíkaté, lodyžní listy s oušky jsou přisedlé až objímavé. Tvarově jsou velmi proměnlivé, na okraji většinou hrubě vykrajované, čepele přízemních listů jsou kopisťovité až obkopinaté, čepele lodyžních listů eliptické až okrouhle kopinaté, směrem vzhůru se zmenšují. Listy, na rozdíl od jiných druhů téhož rodu, jsou porostlé jen měkkými chlupy. Pcháč zelinný je hemikryptofyt, jeho obnovovací pupeny jsou přes zimní období umístěny nehluboko pod povrchem půdy. Chromozómové číslo: 2n = 34. Je variabilní ve vzhledu, velikosti a tvaru listů, často se kříží s ostatními druhy.
Trubkovité květy jsou sestaveny do bělavých, nazelenalých a žlutavých kruhovitých nebo oválných úborů mnohdy nahloučených na koncích lodyh a větví. Korunní trubky jsou srostlé do poloviny délky tyčinek. Úbory, rozvíjející se převážně v červenci a srpnu, jsou v počátku z části obaleny bledozeleným toulcovým listem, světlezelené na koncích odstálé zákrovní listeny kopinatého tvaru jsou zakončeny měkkým ostnem. Kvetou od července do září. Opylování zajišťuje hmyz.
Plodem je podlouhlá, mírně hranatá nažka dlouhá 4 až 4,5 mm, s narezlým peřitým chmýrem o délce od 12 do 17 mm, dozrává v srpnu až říjnu. Mimo pohlavního rozmnožování semeny se rozmnožuje i nepohlavně oddenky.

## Význam
V Evropě je hodnocen jako plevelná rostlina, která ale nezpůsobuje vážnější problémy. Na intenzivně obdělávaných polích a spásaných či sečených loukách brzy vymizí. Dříve se jeho mladé rostliny často konzumovaly (viz druhové jméno), juvenilní rostliny mají vysoký obsah bílkovin, vápníku, draslíku a hořčíku. V lidovém lékařství se používal kořen jako prostředek proti revmatismu, působí dále diureticky, protizánětlivě a ke koupelím, zlepšuje vzhled vlasů.

## Galerie

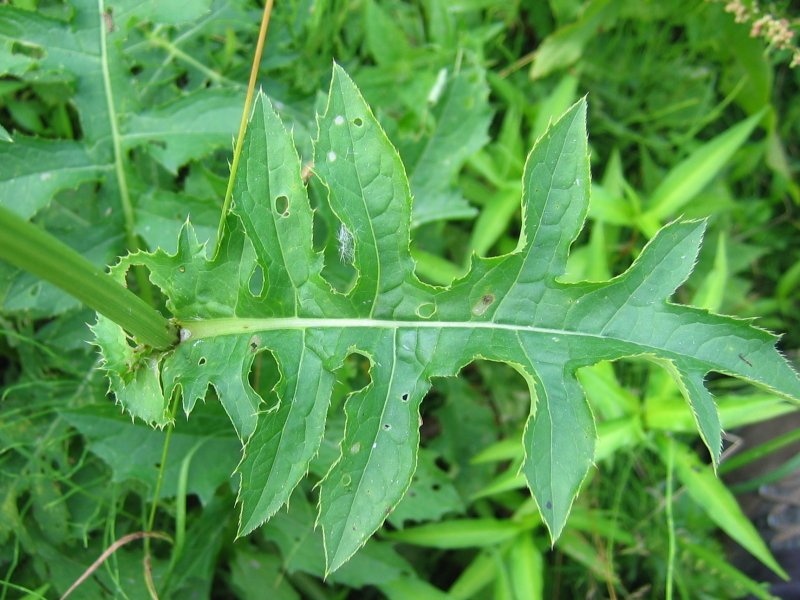
Lodyžní list
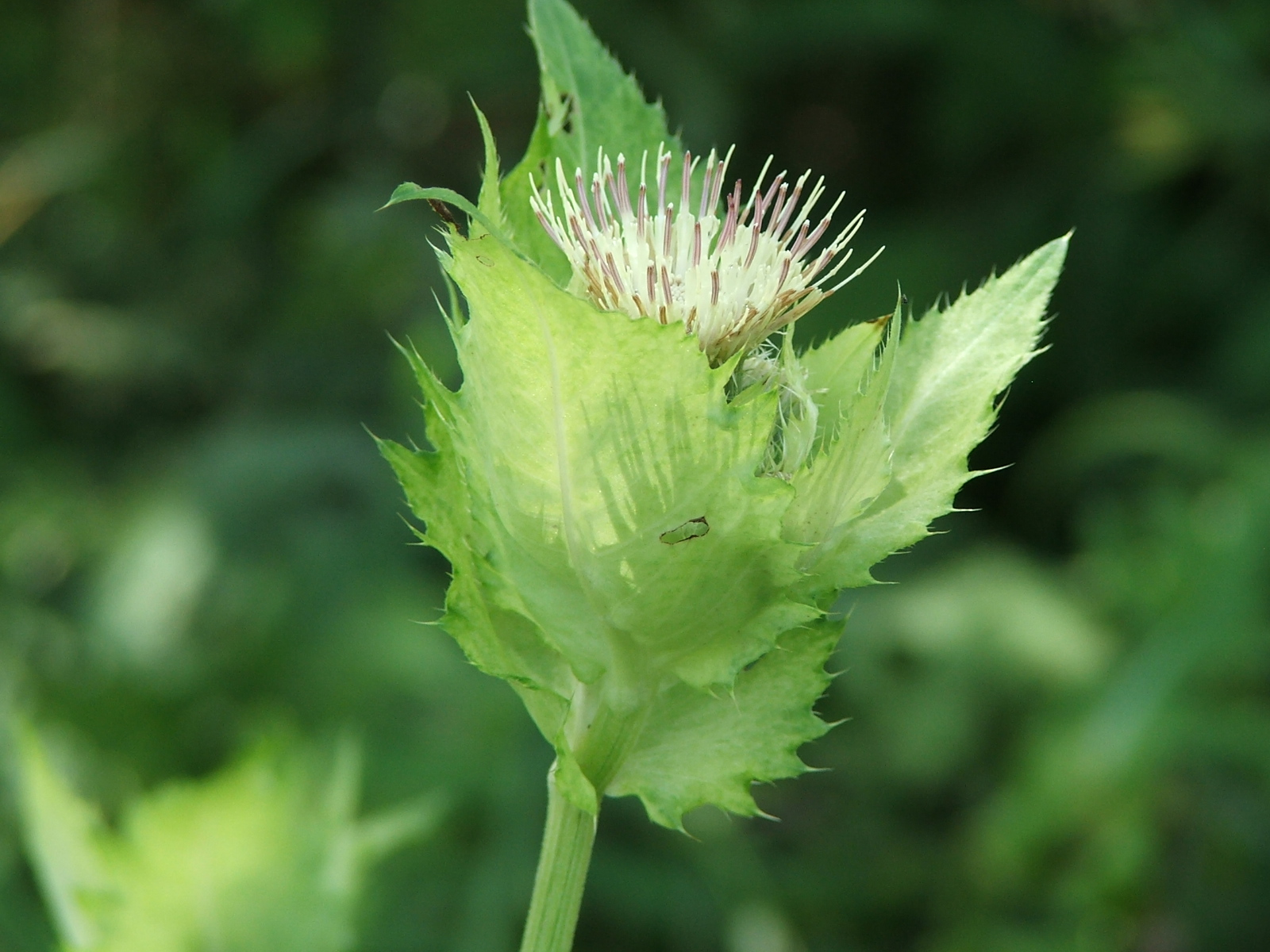
Otevřený květ